# Araneus praesignis
Araneus praesignis es una especie de araña del género Araneus, tribu Araneini, familia Araneidae. Fue descrita científicamente por L. Koch en 1872.
Se distribuye por Australia. La especie se mantiene activa durante todos los meses del año.